# Кварковая эпоха
В физической космологии ква́рковая эпо́ха, или эпо́ха ква́рков — это период в эволюции ранней Вселенной, когда фундаментальные взаимодействия, а именно гравитация, электромагнетизм, сильное взаимодействие и слабое взаимодействие, приобрели их сегодняшнюю форму, но температура Вселенной все ещё была слишком высокой, чтобы кварки могли объединяться и образовывать адроны. Кварковая эпоха началась примерно на 10−12 секунде после Большого взрыва, когда завершилась предыдущая электрослабая эпоха, поскольку электрослабое взаимодействие разделилось на слабое взаимодействие и электромагнетизм. В течение кварковой эпохи Вселенная была наполнена плотной, горячей кварк-глюонною плазмой, содержащей кварки, лептоны и их античастицы. Столкновения между частицами были слишком энергетичны, чтобы кварки могли соединяться в мезоны или барионы. Кварковая эпоха завершилась, когда Вселенной исполнилось около 10−6 секунды, и когда средняя энергия взаимодействия между частицами спала ниже энергии связи адронов. Следующий период, когда кварки стали объединяться в адроны, известен как адронная эпоха.